# Хукер, Дестини
Дестини Данте Хукер (англ. Destinee Dante Hooker, 7 сентября 1987, Франкфурт-на-Майне) — американская легкоатлетка и волейболистка.

## Спортивная карьера
Занятия спортом начинала вместе с сестрой Маршевет Хукер в Юго-Западной старшей школе города Сан-Антонио. В 2004 году стала чемпионкой штата Техас в прыжках в высоту с результатом 1,83 м. В 2005 году повторила это достижение, а также в составе команд своей школы приняла участие в чемпионатах Техаса по баскетболу и волейболу и в обоих соревнованиях была награждена призом самому ценному игроку (MVP).
В январе 2006 года поступила в Техасский университет в Остине. Больших достижений добилась в чемпионатах Национальной ассоциации студенческого спорта (NCAA): в 2006, 2007 и 2009 годах была чемпионкой по прыжкам в высоту на открытом воздухе (лучший результат — 1,89 м), а в 2009-м также выиграла чемпионат NCAA в помещении. В 2008 году участвовала в национальных квалификационных соревнованиях Олимпийских игр и показала результат 1,89 м, который оказался ниже квалификационных нормативов и не позволил ей войти в состав американской олимпийской команды.
С 2006 по 2009 год Дестини Хукер также выступала в чемпионатах NCAA по волейболу. Дважды её команда выходила в «Финалы четырёх»: в 2008 году она уступила в полуфинале Стэнфорду, а в следующем сезоне дошла до решающего матча, где на тай-брейке проиграла команде Университета Пенсильвании, а сама Хукер была признана MVP чемпионата.
В 2010 году она начала профессиональную карьеру в волейболе, сыграла в чемпионатах Южной Кореи и Пуэрто-Рико. В составе команды «Пинкин де Коросаль» стала чемпионкой Пуэрто-Рико, MVP турнира и в одном из матчей установила рекорд результативности — 43 очка.
В 2010 году впервые была вызвана в сборную США по волейболу для участия в официальном международном соревновании — Гран-при и завоевала золотую медаль. На финальном турнире в Нинбо Дестини Хукер заработала для своей команды 76 очков в пяти матчах (4-й показатель среди всех участниц «Финала шести»). В ноябре 2010 года выступила на чемпионате мира в Японии, стала самой результативной в составе сборной США и 5-й по результативности на турнире — 219 очков.
В сезоне-2010/11 Хукер защищала цвета «Скаволини» из Пезаро. 11 марта 2011 года, за 8 дней до старта «Финала четырёх» Лиги чемпионов, не поставив в известность команду и вопреки позиции итальянских врачей, отправилась в Техас для того, чтобы пройти операцию на мениске.
Летом 2011 года в составе сборной Хукер во второй раз стала чемпионкой Гран-при, на «Финале восьми» в Макао заняла 2-е место по количеству набранных очков (101 в пяти матчах) и получила приз лучшему игроку. В сезоне-2011/12 выиграла чемпионат Бразилии в составе «Озаску».
На Олимпийских играх в Лондоне Дестини Хукер завоевала серебряную медаль. Она сыграла во всех матчах сборной США, в которых набрала 161 очко, имея лучшую на турнире статистику в атаке и второй показатель по общей результативности. На родине её признали лучшей волейболисткой 2012 года.
В сезоне-2012/13 Дестини Хукер выступала за краснодарское «Динамо», в составе кубанской команды в марте 2013 года выиграла Кубок вызова. После окончания сезона сыграла свадьбу со Стивом Коултером, 13 декабря 2013 года родила дочь.
В апреле 2014 года возобновила карьеру, присоединившись к пуэрто-риканской команде «Криольяс де Кагуас», однако из-за травмы провела в её составе только 4 матча. В сезоне-2014/15 играла за южнокорейский клуб «ИБК Алтос» (Хвасон).
С декабря 2016 года после отпуска, связанного с рождением второго ребёнка, начала выступать в бразильской Суперлиге за «Минас» из Белу-Оризонти. По итогам сезона-2016/17 стала вторым по результативности игроком чемпионата Бразилии (404 очка в 22 матчах) и завоевала приз лучшей нападающей турнира. В феврале 2018 года в составе «Минаса» выиграла золото клубного чемпионата Южной Америки. В сезоне-2018/19 выступала за другой бразильский клуб — «Озаску», а затем перешла в китайский «Тяньцзинь».

## Достижения

### В лёгкой атлетике
- 2-кратная чемпионка Техаса, 4-кратная чемпионка NCAA по прыжкам в высоту. Личные рекорды: на открытом воздухе — 1,95 м (2009); в помещении — 1,98 м (2009).

### В волейболе
- Серебряный призёр Олимпийских игр (2012), лучшая нападающая олимпийского турнира.
- 2-кратная чемпионка Гран-при (2010, 2011), MVP «Финала восьми» Гран-при (2011).
- Чемпионка NORCECA (2011).
- Серебряный призёр и лучшая нападающая Кубка мира (2011).
- Чемпионка Пуэрто-Рико (2010).
- Чемпионка Бразилии (2011/12), бронзовый призёр чемпионата Бразилии (2017/18, 2018/19).
- Обладательница и MVP Суперкубка Италии (2011).
- Бронзовый призёр и лучшая подающая «Финала четырёх» Кубка России (2012).
- Обладательница Кубка вызова (2012/13).
- Чемпионка Южной Кореи (2014/15).
- Финалистка Кубка Бразилии (2017).
- Лучшая нападающая чемпионата Бразилии (2016/17).
- Победительница клубного чемпионата Южной Америки (2018).
- Чемпионка Китая (2019/20).